# 이탈리아 정부

이탈리아 정부의 상징

이탈리아 정부는 민주 공화국이며 이탈리아 헌법에 의해 1948년에 설립되었다. 행정, 입법, 사법부로 구성되며, 국가 원수는 대통령이다.
이탈리아 공화국 헌법은 이탈리아 내전 당시 파시스트와 나치 군의 패배에 기여를 한 반파시스트 대표자들로 구성된 제헌 의회의 결과물이다. 이탈리아 헌법 제1조는 이탈리아는 노동에 기반하여 건국된 민주공화국이다. 주권은 국민에게 있으며, 헌법의 영역에 제한되는 선에서 국민에 의해서 사용된다. 라고 규정하고 있다.
앞에서 언급된 이탈리아 헌법 제1조는 이탈리아가 민주 공화국이라고 강조하며, 1946년 6월 2일에 치러진 1946년 이탈리아 국가형태 국민투표의 유효한 결과에 대해 장엄하게 선포한다. 국가는 더 이상 이탈리아 왕국의 세습 재산이 아니라, 모두에게 소유권을 갖게 하는 공화정이라는 점을 강조한다.
공화국을 운영하는 사람들은 주인이 아니라 하인이며, 국가에 의해 운영을 당하는 사람들은 수동적인 주제가 아닌 시민에 해당된다. 그리고 주권은 전체 공동체를 포함시키는 선택을 만드는 권력은 국민들에게 있으며, 민주주의의 개념에 합치하며, 그리스 단어인 demos(국민)과 kratia(권력)에서 유래된다. 그러나 이러한 권력은 임의적인 중우정치가 아닌 법치주의의 형태와 제한 내에서 행사된다.
의원내각제를 기반으로 하며, 연립정부의 구성이 활발하게 이뤄진다.

## 국가 원수

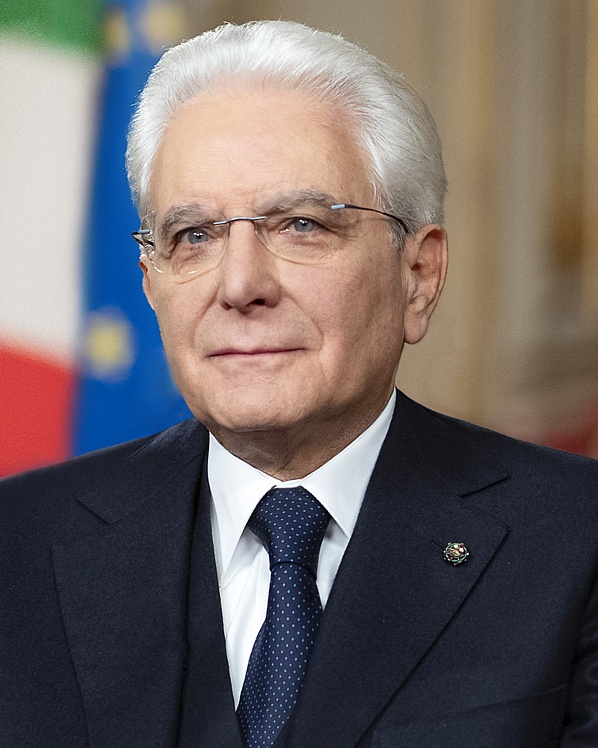
세르조 마타렐라 이탈리아 대통령, 2015년 2월 3일부터 재임 중이다.

이탈리아 공화국의 대통령은 국가 원수이며, 이탈리아 국가의 통일성을 대표한다. 이는 이탈리아 헌법 87조에도 나타나 있다. 대통령은 3권 분립의 수장의 연결 고리로 역할하며, 이탈리아 의회 의원들에 의해서 선출되기에, 행정부 수장과 사법부 수장이 임명되는 것처럼 동일하게 이뤄진다.
이탈리아 공화국의 대통령은 단 한 명의 대표를 갖는 아오스타 계곡을 제외하고, 각 지역의 세 명의 대표와 함께 의회에 의해 공동 회기로 7년 동안 선출된다. 이 대표들은 소수자들에 대한 대표성을 보장하기 위해 각각의 지역 의회에 의해 선출된다. 선거는 3분의 2에서 1/2로 점진적으로 감소되는 광범위한 과반수가 요구된다. 첫 번째 투표에서 선출되는 유일한 대통령은 프란체스코 코시가와 카를로 아제글리오 차암피이다. 차암피는 2006년 5월 10일에 선출된 조르지오 나폴리타노로 대체되었다. 법에 의해 금지하지는 않지만, 조르지오 나폴리타노 대통령이 재선되었던 2013년 4월 20일까지 어떤 대통령도 그 임기를 연임하지 않았다.
이탈리아 헌법에 따르면, 선거 당일 50세이고, 시민권과 정치권을 소유한 그 어떤 시민이라면 대통령으로 선출될 수 있다. 대통령은 행정.입법,사법부의 수장직을 겸임할 수 없으며, 연봉과 특권은 법에 의해서 정해져 있다.
대통령은 권한은 다음과 같다.
- 의회에 서한을 보내고 정부의 법안 도입을 승인하며 법률, 법령 및 규정을 공포한다.
- 그 기간이 의회의 마지막 6개월과 적어도 부분적으로 일치하지 않는 한, 임기의 마지막 6개월 동안을 제외하고는 대통령과 협의하여 의회의 한 개 또는 두 개의 하원을 해산한다
- 헌법에 의해 정해진 일정한 상황 하에서 국민투표를 실시한다.
- 법률이 정한 경우에 국가 공무원을 임명한다.
- 필요한 경우 의회의 승인을 거쳐 외교관을 승인하고 접수하며, 국제 조약을 비준한다.
- 군 통수권자로서 의회가 합의한 선전포고를 한다.
- 사면을 하고, 형량을 감형하며, 이탈리아의 훈장과 상훈, 표창장을 수여한다.

대통령은 고등 사법 위원회와 국가 안보 위원회도 주재한다. 통상 대통령은 일상적인 정치에 관여하지 않고, 정치 과정에 관여하는 모든 사람들에게 제도적 보장이 되도록 노력한다. 대통령은 국회의원의 절대 다수와 함께 합동 회의에서 대통령이 탄핵될 수 있는 반역죄과 이탈리아 헌법 위반을 제외하고는 직무 행사에서 행해진 행위에 대해 책임을 지지 않는다.

## 입법부

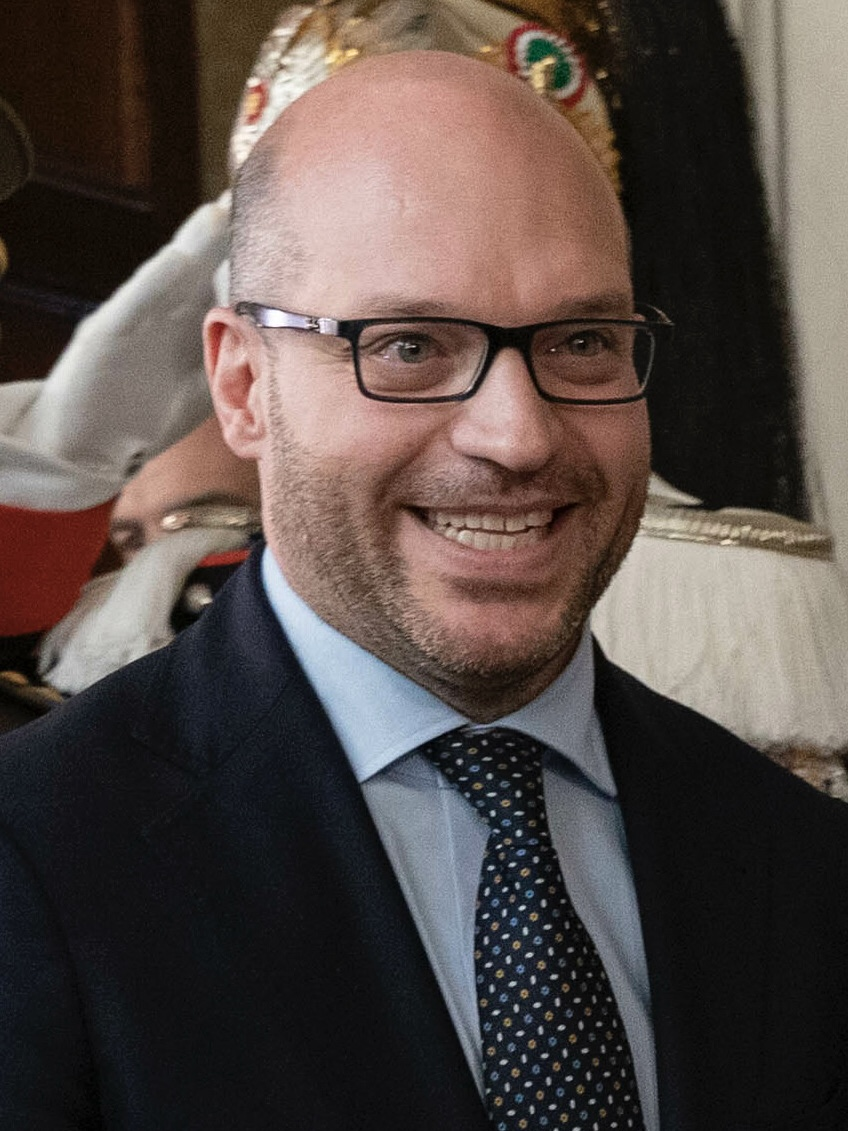
로렌초 폰타나, 2022년 10월 14일부터 하원 의장을 재임 중이다.

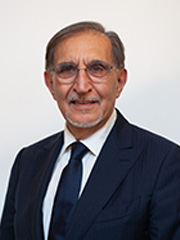
이그나치오 라 루사, 2022년 10월 13일부터 이탈리아 상원 의장을 재임 중이다.

이탈리아 헌법 제48조는 선거권을 보장하며, 사람은 의회에서 자신들이 투표한 의원을 의회에 선출시킴으로서 누리게 된다. 이탈리아 의회는 양원제를 운영하고 있으며, 장관회의와 5년마다 선출되는 의회로 구성되어 있다.
이탈리아 하원은 18세 이상의 유권자에 의한 직접선거권과 보통선거권에 의하여 선출된다. 의원은 400명이며, 그중 8명은 재외선거구에서 선출된다. 선거일에 25세 이상인 모든 유권자는 의원이 될 수 있다.
이탈리아 상원은 18세 이상의 유권자에 의한 직접선거권과 보통선거권으로 선출한다. 상원의원은 200명이며, 이 중 4명은 해외선거구에서 선출한다. 전직 대통령 등 종신 상원의원도 소수이며, 업적으로 국가에 명예를 가져다 준 대통령이 임명하는 국민도 5명 이내이다. 선거일에 40세 이상인 모든 유권자는 상원의원이 될 수 있다. 각 지역별 상원의원 선거는 수정된 비례대표제에 의한다.
하원과 상원의 의석의 총 수는 600석이다.

## 행정부

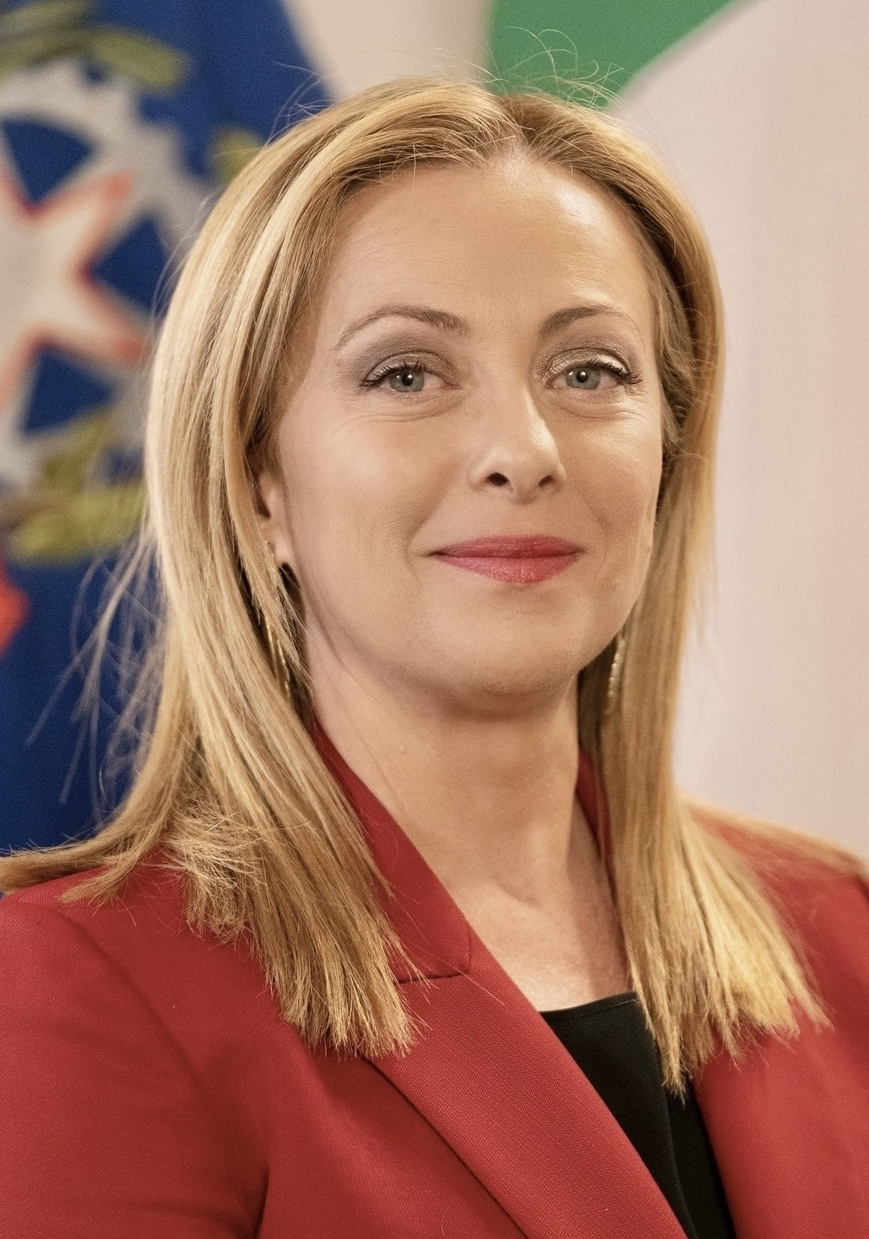
조르지아 멜로니, 2022년 10월 22일부터 이탈리아 총리를 역임 중이다.

이탈리아 헌법은 이탈리아 정부가 장관회의 의장(수장: 총리)와 내각 장관들로 구성되도록 규정한다. 이탈리아 대통령은 총리를 임명하고 총리의 제안에 따라 내각을 구성하는 장관 후보자들을 임명한다. 임명된 사람은 일반적으로 의회 선거에서 승리한 연합 여당의 지도자(예시: 베를루스코니 4세 내각)이지만, 연합 여당 내에서 선거 후 리더십 경쟁에서 부상한 새로운 지도자(예시: 렌치 내각 )가 될 수도 있고, 연합 여당이 교체되는 등 정치적 위기에 처했을 때(예시: 콘테 2세 내각 ) 대통령의 지시에 따라 국민 연정 정부를 구성하거나, 연합 여당의 정치인이 충분히 많아 정당을 바꿀 때(예: 몬티 내각) 임명된 사람도 될 수 있다. 어떤 경우에든 정부는 양원의 신뢰를 받아야 하며, 행정부는 이탈리아 의회 와 수많은 정당들로부터 정통성을 얻으므로 총리는 정당의 의지에 굴복할 수밖에 없다.
다수 연합이 더 이상 재임하는 정부를 지지하지 않으면 불신임 투표로 총리를 축출할 수 있고, 그 시점에서 대통령은 의회의 지지를 받아 정부를 구성할 수 있는 새로운 총리를 임명하거나 의회를 해산하고 새로운 선거를 요구할 수 있다. 내각 개편은 특정 장관이 의회의 지지를 받지 못하는 반면 총리가 계속 책임을 지는 경우를 대비하여 가능하다. 이탈리아 공화국의 역사에서 20개의 입법부(제헌의회 포함), 45개의 연속 총리직과, 68개의 다른 내각이 있었다.

## 사법부

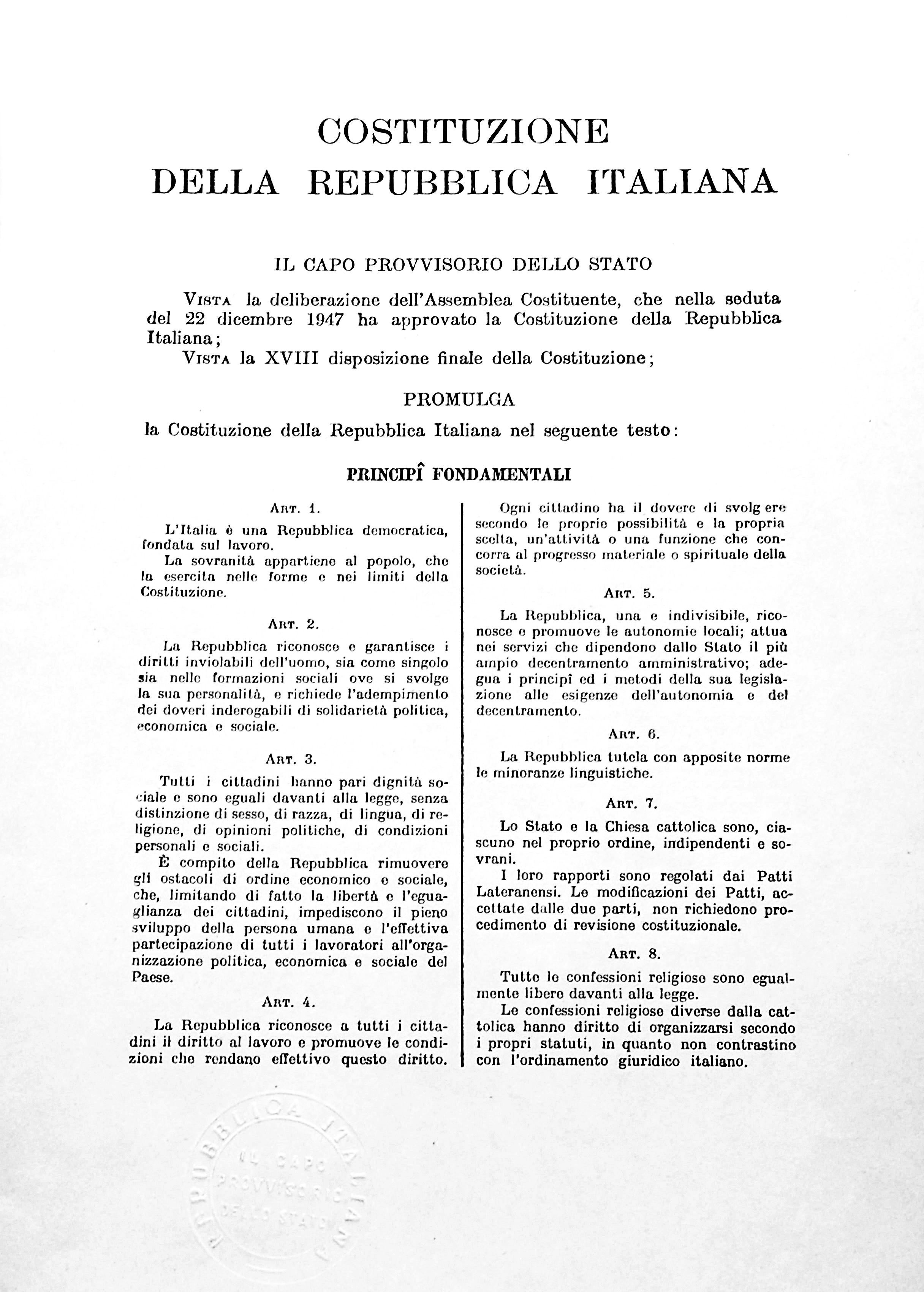
이탈리아 공화국 대통령 역사 기록 보관소에 보관되어 있는 이탈리아 헌법의 원본 3부 중 하나이다.

이탈리아의 법은 복수의 기반을 가지고 있다. 이것들은 하위 원천의 규칙이 상위 원천의 규칙(원천의 위계)과 충돌할 수 없는 위계적 규모로 배열되어 있다. 1948년의 헌법이 주된 원천이다.
헌법은 정의는 국민의 이름으로 행해지고 법관은 오직 법률의 적용을 받는다는 것을 명시하고 있다. 따라서 사법부는 비록 법무부 장관이 정의와 관련된 서비스의 조직과 기능에 책임이 있고, 법관에 대한 징계할 권한이 있지만, 사법부는 모든 다른 권력 기관으로부터 완전히 자율적이고 독립적인 기관이다.
이탈리아의 사법부는 로마 제국법, 나폴레옹 법전 및 그 이후의 법령에 근거를 두고 있다. 비록 1988년 상고법원에서 적대적 제도가 채택되었지만, 적대적 및 심문적 민법제도가 혼재되어 있는 것을 근거로 하고 있다. 상고는 거의 새로운 재판으로 취급되어 세 가지 정도의 재판이 존재한다. 세 번째는 합법화된 재판이다.
영미법계적 관점에 따른 입법에 대한 부분적인 사법 심사만이 있을 뿐이다. 사법심사는 헌법 법률에 의해 이미 성립된 것이거나, 사법심사 후 위법한 법률을 거부할 수 있는 헌법재판소에 의해서만 제정될 수 있다. 헌법 제134조에 따라 헌법재판소는 다음에 대한 판단을 내린다:
- 국가 및 지방에서 발행하는 법률의 합헌성 논란들.
- 국가의 권한 배분과 그 권한의 지역 간 배분에서 발생하는 갈등들.
- 1989년까지 장관들과 대통령을 고발 사례들.

헌법 재판소는 15명의 재판관으로 구성되어 있는데, 그중 1명은 법원 자체로부터 선출된 이탈리아 헌법 재판소의 대통령이다. 재판관의 3분의 1은 이탈리아 공화국의 대통령이 임명하고, 1/3은 의회가 선출하며, 1/3은 보통 및 행정 대법원이 선출한다. 헌법 재판소는 법률의 합헌성을 전수하며, 제2차 세계 대전 이후에 설치된 개혁안이다.
헌법재판소는 주로 "법질서의 보호를 위하여 그리고 오직 간접적으로만 개인의 기본권의 정당성을 입증하는 기관으로서" 설립되었다. 법원은 일반적으로 "국가와 지역이 발행한 법의 효력을 갖는 법률과 제정물"(민법체계에서 일차적인 입법이라고 하는 것)에 대한 사법심사권을 가질 뿐 행정행위와 규정, 의회규칙 등을 심사할 권한은 없다.
2014년 11월에 이탈리아 정부는 국제사법재판소의 강제 관할권 행사를 수락하였다.

## 같이 보기
- 이탈리아 의회
- 이탈리아의 대통령